# Orcival (Puy-de-Dôme)
Orcival is een gemeente in het Franse departement Puy-de-Dôme (regio Auvergne-Rhône-Alpes). De plaats maakt deel uit van het arrondissement Clermont-Ferrand. Orcival telde op 1 januari 2022 242 inwoners.

## Geografie
De oppervlakte van Orcival bedroeg op 1 januari 2022 27,82 vierkante kilometer; de bevolkingsdichtheid was toen 8,7 inwoners per km².

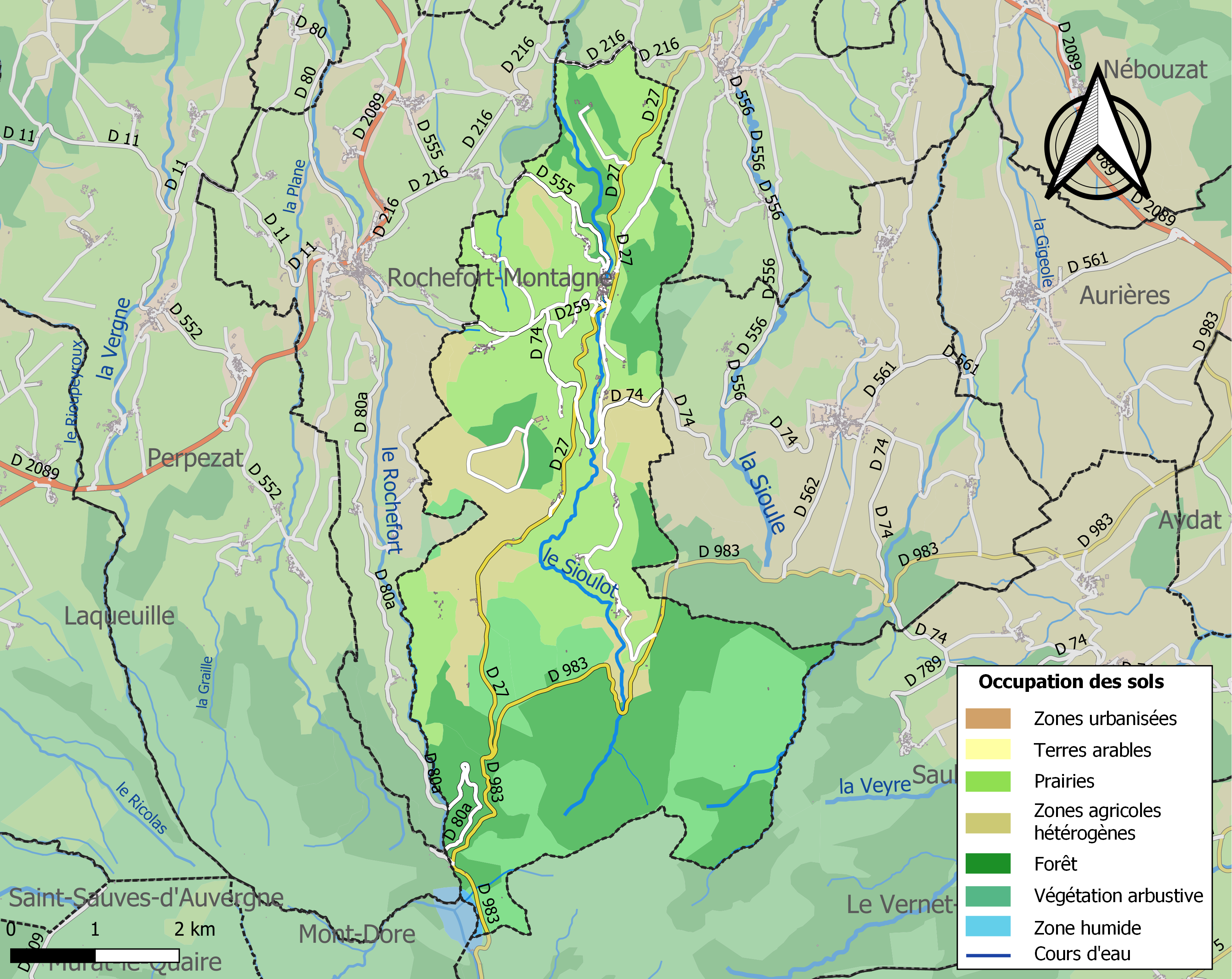
Kaart van de gemeente met belangrijkste infrastructuur, bodemgebruik en omliggende gemeenten

## Demografie
Onderstaande figuur toont het verloop van het inwonertal (bron: INSEE-tellingen).

## Afbeeldingen

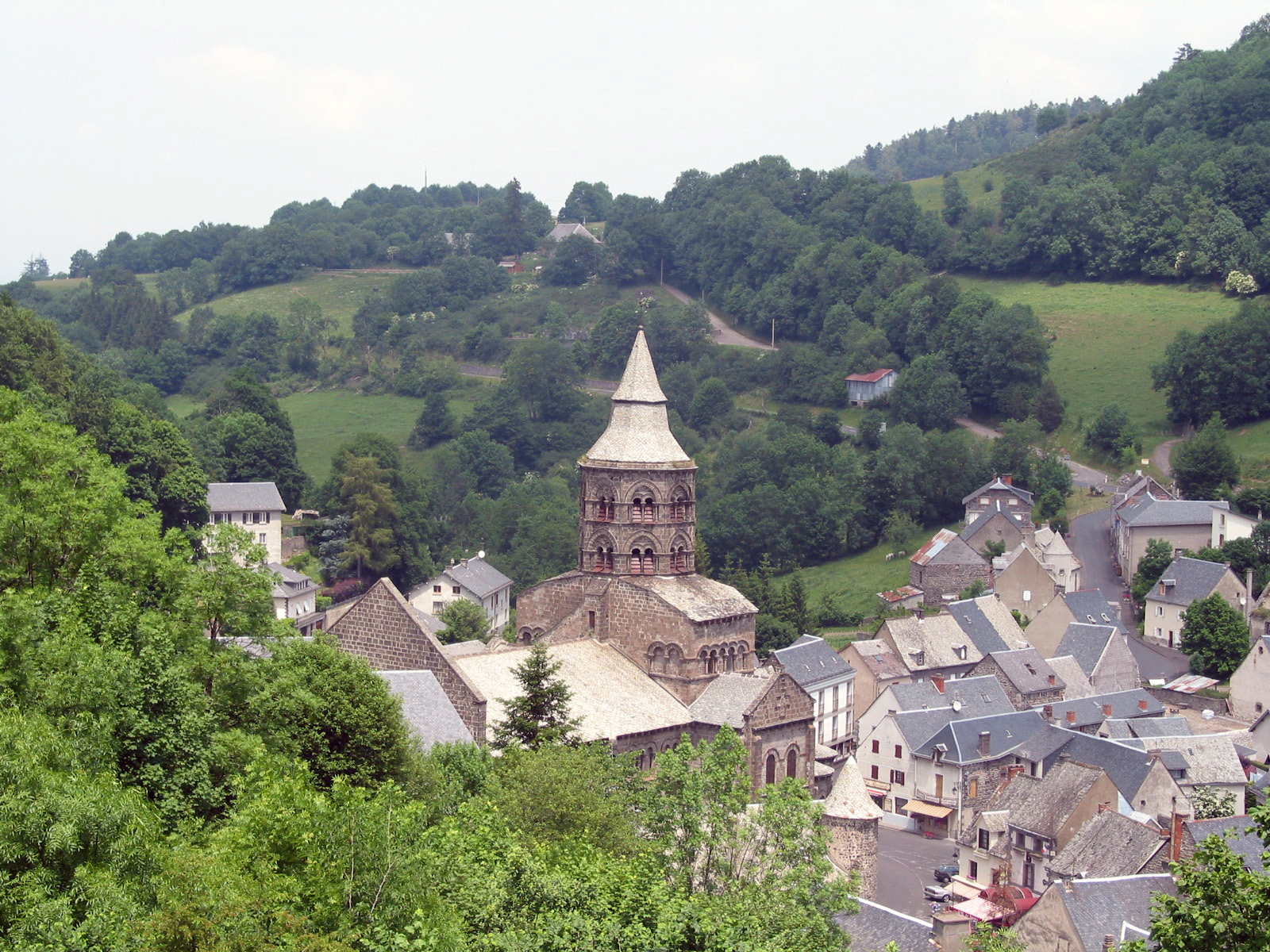
Orcival
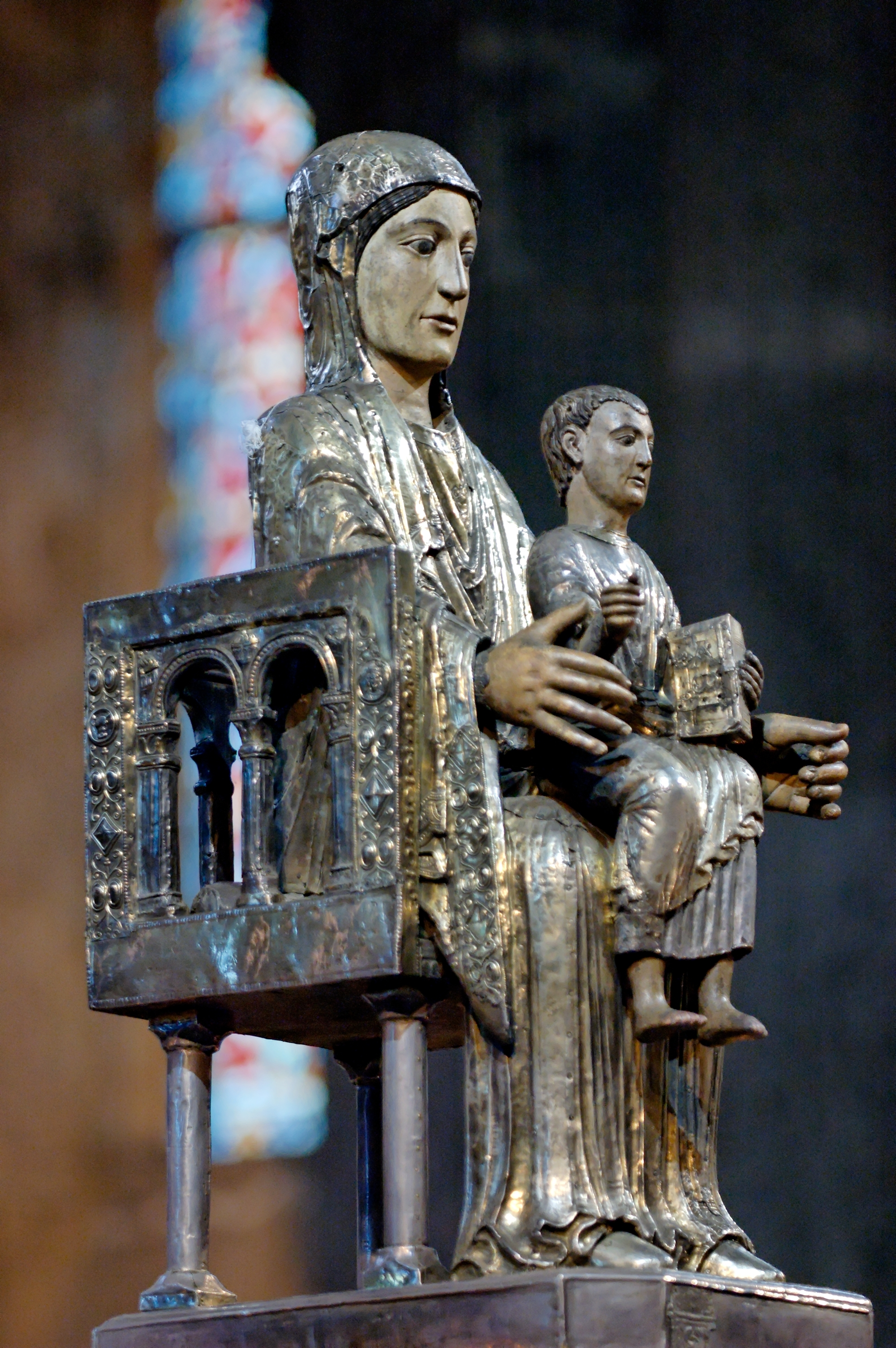
Madonna met kind, uit de basiliek van Orcival